# Braunschweiger Karneval-Gesellschaft von 1872
Die Braunschweiger Karneval-Gesellschaft von 1872 e.V. (BKG) ist die älteste noch heute aktive Karnevalsvereinigung in Braunschweig und zählt zu den ältesten noch bestehenden Karnevalsgesellschaften in Deutschland.
Gründer und erster Präsident war der Braunschweiger Industrielle Max Jüdel, der 1871 auf einer Reise durch das Rheinland den Karneval kennenlernte und nach der Rückkehr Freunde, Bekannte und Verwandte für die Gründung eines solchen Vereins in seiner Heimatstadt gewinnen konnte. So entstand im Jahr darauf zunächst der „Braunschweiger Carneval-Club“, aus dem schließlich die „Braunschweiger Karneval-Gesellschaft von 1872 e.V.“ wurde.
Die BKG ist u. a. Mitglied im Bund Deutscher Karneval.

## Sessionsorden
Die BKG lässt ihre jährlichen sogenannten „Sessionsorden“ von namhaften Künstlern erstellen, beispielsweise Alfred Gockel, Dieter Portugall, Adi Holzer, Romero Britto, Jörg Extra, Volker Kühn, Wolfgang Loesche, Peter Preinsberger, James Rizzi und Josef Werner.